# 16e étape du Tour de France 2013
Pour un article plus général, voir Tour de France 2013.
La 16e étape du Tour de France 2013 s'est déroulée le mardi 16 juillet 2013. Elle part de Vaison-la-Romaine et arrive à Gap.

## Parcours
Après une journée de repos vauclusienne, le parcours commence à Vaison-la-Romaine, en direction de la Drôme et des Hautes-Alpes pour une arrivée à Gap. Les coureurs passent trois difficultés comptant pour le classement de meilleur grimpeur : la côte de la Montagne de Bluye classée en 3e catégorie ainsi que les cols de Macuègne (1 068 m) et de Manse (1 268 m) classés en 2e catégorie. Le sprint intermédiaire est disputé à Veynes.

## Déroulement de la course
De multiples attaques au début de l'étape finissent par donner une échappée de 26 coureurs : Tony Gallopin, Andreas Klöden et Laurent Didier (RadioShack-Leopard), Thomas Voeckler et Cyril Gautier (Europcar), Jérôme Coppel et Daniel Navarro (Cofidis), Christophe Riblon et Blel Kadri (AG2R La Mondiale), Philippe Gilbert et Manuel Quinziato (BMC Racing), Thomas De Gendt et Johnny Hoogerland (Vacansoleil-DCM), Michael Albasini et Cameron Meyer (Orica-GreenEDGE), Adam Hansen (Lotto-Belisol), Nicolas Roche (Saxo-Tinkoff), Yury Trofimov (Katusha), Mikel Astarloza (Euskaltel Euskadi), Rui Costa (Movistar), Manuele Mori (Lampre-Merida), Peter Velits (Omega Pharma-Quick Step), Tom Dumoulin (Argos-Shimano), Jean-Marc Marino (Sojasun) et Arnold Jeannesson (FDJ.fr). L'écart avec le peloton grandit vite (dépassant les dix minutes) et la victoire d'étape se joue entre les échappés.
Kadri et Marino accélèrent pour anticiper la montée du col de Manse (1 268 m), classé en 2e catégorie, mais le groupe des poursuivants les reprend rapidement. Coppel dynamite le groupe, prend quelques mètres d'avance, mais Costa le rejoint et part seul. Derrière lui, un groupe de 4 coureurs se forme avec Jeannesson, Coppel, Riblon et Klöden. Costa franchit le col de Manse en tête avec 50 secondes d'avance sur ses poursuivants.
Le peloton se présente à son tour dans le col de Manse, mené à une vitesse élevée par les coureurs de la Katusha, préparant le terrain pour leur leader Joaquim Rodríguez. Ce dernier accélère à son tour, ne retrouvant dans sa roue que Christopher Froome et Richie Porte (Sky), Alberto Contador et Roman Kreuziger (Saxo-Tinkoff), Nairo Quintana et Alejandro Valverde (Movistar) et Bauke Mollema (Belkin). Malgré quelques attaques de Contador et Kreuziger, ces coureurs restent groupés au sommet de la dernière difficulté.
Pendant ce temps, le Portugais Costa résiste dans la descente à ses poursuivants et franchit le premier la ligne d'arrivée à Gap. Riblon, Jeannesson, Coppel et Klöden arrivent à sa suite.
Dans la descente très sinueuse vers l'arrivée, Contador imprime un rythme soutenu et part à la faute en sortie d'un virage où le bitume avait fondu, Froome perdant l'équilibre à sa suite. Ils parviennent cependant à rentrer sur le groupe des favoris, pour terminer l'étape ensemble. Froome conserve le maillot jaune.

## Résultats

### Classement de l'étape
| Classement de la 16e étape | Classement de la 16e étape | Classement de la 16e étape | Classement de la 16e étape | Classement de la 16e étape |
|                            | Coureur                    | Pays                       | Équipe                     | Temps                      |
| -------------------------- | -------------------------- | -------------------------- | -------------------------- | -------------------------- |
| 1er                        | Rui Costa                  | Portugal                   | Movistar                   | en 3 h 52 min 45 s         |
| 2e                         | Christophe Riblon          | France                     | AG2R La Mondiale           | + 42 s                     |
| 3e                         | Arnold Jeannesson          | France                     | FDJ.fr                     | + 42 s                     |
| 4e                         | Jérôme Coppel              | France                     | Cofidis                    | + 42 s                     |
| 5e                         | Andreas Klöden             | Allemagne                  | RadioShack-Leopard         | + 42 s                     |
| 6e                         | Tom Dumoulin               | Pays-Bas                   | Argos-Shimano              | + 1 min 0 s                |
| 7e                         | Mikel Astarloza            | Espagne                    | Euskaltel Euskadi          | + 1 min 1 s                |
| 8e                         | Philippe Gilbert           | Belgique                   | BMC Racing                 | + 1 min 4 s                |
| 9e                         | Cameron Meyer              | Australie                  | Orica-GreenEDGE            | + 1 min 4 s                |
| 10e                        | Ramūnas Navardauskas       | Lituanie                   | Garmin-Sharp               | + 1 min 4 s                |
| modifier                   |                            |                            |                            |                            |

### Points attribués
| Sprint intermédiaire de Veynes (km 123) | Sprint intermédiaire de Veynes (km 123) | Sprint intermédiaire de Veynes (km 123) | Sprint intermédiaire de Veynes (km 123) | Sprint intermédiaire de Veynes (km 123) |
| --------------------------------------- | --------------------------------------- | --------------------------------------- | --------------------------------------- | --------------------------------------- |
|                                         | Coureur                                 | Pays                                    | Équipe                                  | Point(s)                                |
| 1er                                     | Thomas De Gendt                         | Belgique                                | Vacansoleil-DCM                         | 20                                      |
| 2e                                      | Johnny Hoogerland                       | Pays-Bas                                | Vacansoleil-DCM                         | 17                                      |
| 3e                                      | Arnold Jeannesson                       | France                                  | FDJ.fr                                  | 15                                      |
| 4e                                      | Philippe Gilbert                        | Belgique                                | BMC Racing                              | 13                                      |
| 5e                                      | Cameron Meyer                           | Australie                               | Orica-GreenEDGE                         | 11                                      |
| 6e                                      | Michael Albasini                        | Suisse                                  | Orica-GreenEDGE                         | 10                                      |
| 7e                                      | Christophe Riblon                       | France                                  | AG2R La Mondiale                        | 9                                       |
| 8e                                      | Blel Kadri                              | France                                  | AG2R La Mondiale                        | 8                                       |
| 9e                                      | Jean-Marc Marino                        | France                                  | Sojasun                                 | 7                                       |
| 10e                                     | Yury Trofimov                           | Russie                                  | Katusha                                 | 6                                       |
| 11e                                     | Peter Velits                            | Slovaquie                               | Omega Pharma-Quick Step                 | 5                                       |
| 12e                                     | Laurent Didier                          | Luxembourg                              | RadioShack-Leopard                      | 4                                       |
| 13e                                     | Ramūnas Navardauskas                    | Lituanie                                | Garmin-Sharp                            | 3                                       |
| 14e                                     | Cyril Gautier                           | France                                  | Europcar                                | 2                                       |
| 15e                                     | Andreas Klöden                          | Allemagne                               | RadioShack-Leopard                      | 1                                       |
| modifier                                |                                         |                                         |                                         |                                         |

| Classement de l'étape | Classement de l'étape | Classement de l'étape | Classement de l'étape   | Classement de l'étape |
| --------------------- | --------------------- | --------------------- | ----------------------- | --------------------- |
|                       | Coureur               | Pays                  | Équipe                  | Point(s)              |
| 1er                   | Rui Costa             | Portugal              | Movistar                | 30                    |
| 2e                    | Christophe Riblon     | France                | AG2R La Mondiale        | 25                    |
| 3e                    | Arnold Jeannesson     | France                | FDJ.fr                  | 22                    |
| 4e                    | Jérôme Coppel         | France                | Cofidis                 | 19                    |
| 5e                    | Andreas Klöden        | Allemagne             | RadioShack-Leopard      | 17                    |
| 6e                    | Tom Dumoulin          | Pays-Bas              | Argos-Shimano           | 15                    |
| 7e                    | Mikel Astarloza       | Espagne               | Euskaltel Euskadi       | 13                    |
| 8e                    | Philippe Gilbert      | Belgique              | BMC Racing              | 11                    |
| 9e                    | Cameron Meyer         | Australie             | Orica-GreenEDGE         | 9                     |
| 10e                   | Ramūnas Navardauskas  | Lituanie              | Garmin-Sharp            | 7                     |
| 11e                   | Peter Velits          | Slovaquie             | Omega Pharma-Quick Step | 6                     |
| 12e                   | Cyril Gautier         | France                | Europcar                | 5                     |
| 13e                   | Yury Trofimov         | Russie                | Katusha                 | 4                     |
| 14e                   | Laurent Didier        | Luxembourg            | RadioShack-Leopard      | 3                     |
| 15e                   | Thomas De Gendt       | Belgique              | Vacansoleil-DCM         | 2                     |
| modifier              |                       |                       |                         |                       |

### Cols et côtes
| Côte de la Montagne de Bluye (km 17,5) 3e catégorie | Côte de la Montagne de Bluye (km 17,5) 3e catégorie | Côte de la Montagne de Bluye (km 17,5) 3e catégorie | Côte de la Montagne de Bluye (km 17,5) 3e catégorie | Côte de la Montagne de Bluye (km 17,5) 3e catégorie |
| --------------------------------------------------- | --------------------------------------------------- | --------------------------------------------------- | --------------------------------------------------- | --------------------------------------------------- |
|                                                     | Coureur                                             | Pays                                                | Équipe                                              | Point(s)                                            |
| 1er                                                 | Ryder Hesjedal                                      | Canada                                              | Garmin-Sharp                                        | 2                                                   |
| 2e                                                  | Laurent Didier                                      | Luxembourg                                          | RadioShack-Leopard                                  | 1                                                   |
| modifier                                            |                                                     |                                                     |                                                     |                                                     |

| Col de Macuègne (km 48) 2e catégorie | Col de Macuègne (km 48) 2e catégorie | Col de Macuègne (km 48) 2e catégorie | Col de Macuègne (km 48) 2e catégorie | Col de Macuègne (km 48) 2e catégorie |
| ------------------------------------ | ------------------------------------ | ------------------------------------ | ------------------------------------ | ------------------------------------ |
|                                      | Coureur                              | Pays                                 | Équipe                               | Point(s)                             |
| 1er                                  | Johnny Hoogerland                    | Pays-Bas                             | Vacansoleil-DCM                      | 5                                    |
| 2e                                   | Laurent Didier                       | Luxembourg                           | RadioShack-Leopard                   | 3                                    |
| 3e                                   | Jérôme Coppel                        | France                               | Cofidis                              | 2                                    |
| 4e                                   | Andreas Klöden                       | Allemagne                            | RadioShack-Leopard                   | 1                                    |
| modifier                             |                                      |                                      |                                      |                                      |

| \| Col de Manse (km 156,5) 2e catégorie \| Col de Manse (km 156,5) 2e catégorie \| Col de Manse (km 156,5) 2e catégorie \| Col de Manse (km 156,5) 2e catégorie \| Col de Manse (km 156,5) 2e catégorie \| \| ------------------------------------ \| ------------------------------------ \| ------------------------------------ \| ------------------------------------ \| ------------------------------------ \| \| \| Coureur \| Pays \| Équipe \| Point(s) \| \| 1er \| Rui Costa \| Portugal \| Movistar \| 5 \| \| 2e \| Jérôme Coppel \| France \| Cofidis \| 3 \| \| 3e \| Christophe Riblon \| France \| AG2R La Mondiale \| 2 \| \| 4e \| Arnold Jeannesson \| France \| FDJ.fr \| 1 \| \| modifier \| \| \| \| \| |                   |          |                  |          |
| Col de Manse (km 156,5) 2e catégorie |                   |          |                  |          |
| | Coureur           | Pays     | Équipe           | Point(s) |
| 1er | Rui Costa         | Portugal | Movistar         | 5        |
| 2e | Jérôme Coppel     | France   | Cofidis          | 3        |
| 3e | Christophe Riblon | France   | AG2R La Mondiale | 2        |
| 4e | Arnold Jeannesson | France   | FDJ.fr           | 1        |
| modifier |                   |          |                  |          |

## Classements à l'issue de l'étape

### Classement général
| Classement général | Classement général     | Classement général | Classement général | Classement général  |
|                    | Coureur                | Pays               | Équipe             | Temps               |
| ------------------ | ---------------------- | ------------------ | ------------------ | ------------------- |
| 1er                | Christopher Froome     | Royaume-Uni        | Sky                | en 65 h 15 min 36 s |
| 2e                 | Bauke Mollema          | Pays-Bas           | Belkin             | + 4 min 14 s        |
| 3e                 | Alberto Contador       | Espagne            | Saxo-Tinkoff       | + 4 min 25 s        |
| 4e                 | Roman Kreuziger        | Tchéquie           | Saxo-Tinkoff       | + 4 min 28 s        |
| 5e                 | Nairo Quintana         | Colombie           | Movistar           | + 5 min 47 s        |
| 6e                 | Laurens ten Dam        | Pays-Bas           | Belkin             | + 5 min 54 s        |
| 7e                 | Joaquim Rodríguez      | Espagne            | Katusha            | + 7 min 11 s        |
| 8e                 | Jakob Fuglsang         | Danemark           | Astana             | + 7 min 22 s        |
| 9e                 | Jean-Christophe Péraud | France             | AG2R La Mondiale   | + 8 min 47 s        |
| 10e                | Daniel Martin          | Irlande            | Garmin-Sharp       | + 9 min 28 s        |
| modifier           |                        |                    |                    |                     |

### Classement par points
| Classement par points | Classement par points | Classement par points | Classement par points   | Classement par points |
| --------------------- | --------------------- | --------------------- | ----------------------- | --------------------- |
|                       | Coureur               | Pays                  | Équipe                  | Point(s)              |
| 1er                   | Peter Sagan           | Slovaquie             | Cannondale              | 377 points            |
| 2e                    | Mark Cavendish        | Royaume-Uni           | Omega Pharma-Quick Step | 278 pts               |
| 3e                    | André Greipel         | Allemagne             | Lotto-Belisol           | 223 pts               |
| modifier              |                       |                       |                         |                       |

### Classement du meilleur grimpeur
| Classement du meilleur grimpeur | Classement du meilleur grimpeur | Classement du meilleur grimpeur | Classement du meilleur grimpeur | Classement du meilleur grimpeur |
| ------------------------------- | ------------------------------- | ------------------------------- | ------------------------------- | ------------------------------- |
|                                 | Coureur                         | Pays                            | Équipe                          | Point(s)                        |
| 1er                             | Christopher Froome              | Royaume-Uni                     | Sky                             | 83 points                       |
| 2e                              | Nairo Quintana                  | Colombie                        | Movistar                        | 66 pts                          |
| 3e                              | Mikel Nieve                     | Espagne                         | Euskaltel Euskadi               | 53 pts                          |
| modifier                        |                                 |                                 |                                 |                                 |

### Classement du meilleur jeune
| Classement général du meilleur jeune | Classement général du meilleur jeune | Classement général du meilleur jeune | Classement général du meilleur jeune | Classement général du meilleur jeune |
|                                      | Coureur                              | Pays                                 | Équipe                               | Temps                                |
| ------------------------------------ | ------------------------------------ | ------------------------------------ | ------------------------------------ | ------------------------------------ |
| 1er                                  | Nairo Quintana                       | Colombie                             | Movistar                             | en 65 h 21 min 23 s                  |
| 2e                                   | Michał Kwiatkowski                   | Pologne                              | Omega Pharma-Quick Step              | + 3 min 50 s                         |
| 3e                                   | Andrew Talansky                      | États-Unis                           | Garmin-Sharp                         | + 7 min 45 s                         |
| modifier                             |                                      |                                      |                                      |                                      |

### Classement par équipes
| Classement par équipes | Classement par équipes | Classement par équipes | Classement par équipes |
|                        | Équipe                 | Pays                   | Temps                  |
| ---------------------- | ---------------------- | ---------------------- | ---------------------- |
| 1re                    | RadioShack-Leopard     | Luxembourg             | en 195 h 0 min 32 s    |
| 2e                     | Saxo-Tinkoff           | Danemark               | + 3 min 11 s           |
| 3e                     | AG2R La Mondiale       | France                 | + 4 min 4 s            |
| modifier               |                        |                        |                        |

## Abandons
- Thibaut Pinot (FDJ.fr) : non-partant[3]
- Danny van Poppel (Vacansoleil-DCM) : non-partant